# Tychny
Tychny, Tichny (biał. Ціхны, Cichny; ros. Тихны, Tichny; pol. hist. także Tychnowicze) – wieś na Białorusi, w obwodzie brzeskim, w rejonie bereskim, w sielsowiecie Pierszamajska, pomiędzy drogami republikańskimi R2 i R101, w pobliżu Berezy.

## Historia
W Rzeczypospolitej Obojga Narodów leżały w województwie brzeskolitewskim, w powiecie brzeskolitewskim. Należały do ekonomii kobryńskiej. Odpadły od Polski w wyniku III rozbioru.
W XIX i w początkach XX w. wieś i majątek ziemski położone w Rosji, w guberni grodzieńskiej, w powiecie prużańskim, w gminie Bereza Kartuska.
W dwudziestoleciu międzywojennym leżały w Polsce, w województwie poleskim, w powiecie prużańskim, do 1 kwietnia 1932 w gminie Bereza Kartuska, następnie w gminie Siechniewicze. W 1921 miejscowość liczyła 212 mieszkańców, zamieszkałych w 31 budynkach, w tym 187 Białorusinów i 25 Polaków. 201 mieszkańców było wyznania prawosławnego i 11 rzymskokatolickiego.
Po II wojnie światowej w granicach Związku Sowieckiego. Od 1991 w niepodległej Białorusi.